# Брік Осип Максимович
Осип Максимович (Меєрович) Брік (нар. 16 січня 1888, Москва — †22 лютого 1945, Москва) — російський літератор, літературознавець та літературний критик. Водночас з Велимиром Хлєбниковим був Головою земної кулі.

## Життєпис
Народився в сім'ї Меєра Бріка та Поліни Сігалової. Двоюрідний брат Ю. Б. Румера. Здобув юридичну освіту. У 1912 році одружився з Лілею Каган. У 1915 році відбулося знайомство Бриків з Володимиром Маяковським. Видав поеми Маяковського «Облако в штанах» і «Флейта-позвоночник». З 1918 року Бріки і Маяковський жили однією сім'єю.
З 1916 року Осип Брік займався філологією та журналістикою. Один з організаторів ОПОЯЗ (Товариство вивчення поетичної мови). Учасник художніх об'єднань лівого мистецтва.
Теоретик і ідеолог, творець теорій соціального замовлення, виробничого мистецтва, літератури факту. Повість «Не попутниця» (1923) викликала бурхливі дискусії. Автор гострих полемічних статей «Проти творчої особистості», «Чому сподобався „Цемент“», «„Розгром“ Фадєєва».
У 1926 році написав у співавторстві з Маяковським п'єсу «Радіо-жовтень».
У 1930-х «йде в тінь», пише статті про Маяковського, рецензії, веде літгурток. Твори Брика до середини 1990-х років не перевидавалися.